# پرتره استراتام
پرتره استراتام (به انگلیسی: Streatham portrait) یک نقاشی رنگ و روغن روی پانل چوبی است که در دههٔ ۱۵۹۰ کشیده شده است. تصور می شود که این نقاشی در واقع یک کپی بعداً کشیده شده از روی نقاشی اصلی است که زن اشراف زاده انگلیسی به نام جین گری را نشان داده و تاریخ رسم آن به زمان حیات جین گری (۱۵۳۶/۱۵۳۷ تا ۱۵۵۴) برمی‌گردد. این نقاشی تصویری سه رخ از یک زن جوان را در لباس دوران تودور نشان می دهد که یک کتاب دعا در دست دارد و در گوشهٔ سمت چپ و بالای تصویر نوشته‌ای محو شده دیده می‌شود که شامل عبارت "لیدی جین" یا "لیدی لین" است. این تابلو آسیب زیادی دیده است، به گونه‌ای که گویا به آن حمله شده باشد. هرچند که از لحاظ محبوبیت تاریخی نیز به طور کلی کیفیت هنری بالایی ندارد. طبق آخرین آمار در سال ۲۰۱۵، این پرتره در اتاق شماره ۳ گالری ملی پرتره در لندن قرار دارد. 